# Leptosphaeria pelagica
Leptosphaeria pelagica är en svampart som beskrevs av E.B.G. Jones 1962. Leptosphaeria pelagica ingår i släktet Leptosphaeria och familjen Leptosphaeriaceae.   Inga underarter finns listade i Catalogue of Life.